# كيم ميكلسن
كيم ميكلسن (بالدنماركية: Kim Mikkelsen)‏ هو لاعب كرة قدم دنماركي في مركز الوسط، ولد في 24 نوفمبر 1965 في فريدريكسبرغ في الدنمارك. لعب مع بولدكلوبن فرم.